# Qol Qūchān
Qol Qūchān (persiska: قل قوچان) är en ort i Iran.   Den ligger i provinsen Khorasan, i den nordöstra delen av landet, 700 km öster om huvudstaden Teheran. Qol Qūchān ligger 1 171 meter över havet och antalet invånare är 287.
Terrängen runt Qol Qūchān är huvudsakligen platt, men åt sydväst är den kuperad. Runt Qol Qūchān är det ganska glesbefolkat, med 35 invånare per kvadratkilometer. Närmaste större samhälle är Chenārān, 3,6 km sydost om Qol Qūchān. Trakten runt Qol Qūchān består till största delen av jordbruksmark.